# Bugtussle (Oklahoma)
Bugtussle est une census-designated place du comté de Pittsburg, dans l'État d'Oklahoma, aux États-Unis,. En 2020, elle compte une population de 220 habitants.